# Pierre Lasbordes
Pour les articles homonymes, voir Lasbordes.
Pierre Lasbordes, né le 13 mai 1946 à Meaux, est un homme politique français. Membre de l’Union pour un mouvement populaire, il est député de la cinquième circonscription de l'Essonne de 1997 à 2012. 

## Biographie

### Origines et vie familiale
Pierre Lasbordes est né le 13 mai 1946 à Meaux. Il est marié et père de deux enfants.

### Études et formation
Pierre Lasbordes fait des études de physique-chimie à la faculté des sciences de Paris.

### Carrière professionnelle
Pierre Lasbordes est directeur commercial chez Bull avant de devenir chef d'entreprise.

### Carrière politique
Pierre Lasbordes adhère au Rassemblement pour la République en 1978. Lors des élections municipales de 1989, Pierre Lasbordes est élu conseiller municipal de Gif-sur-Yvette sur la liste du maire sortant Robert Trimbach qui obtient 63,69 % des voix au premier tour il devient alors adjoint au maire. Les élections régionales de 1992 lui permettent d’être élu au conseil régional d'Île-de-France sur la liste RPR qui obtient 32,45 % des voix en Essonne. Lors des élections municipales de 1995, il est réélu sur la liste de Robert Trimbach qui obtient 40,32 % des voix dans une triangulaire défavorable au deuxième tour avec deux listes RPR. Il remporte les élections législatives de 1997 avec 50,14 % des voix face au député sortant socialiste Jean-Marc Salinier. Il est réélu conseiller régional d’Île-de-France lors des élections régionales de 1998 sur la liste RPR-UDF avec 25,98 % des suffrages en Essonne mais se retrouve dans l’opposition. Lors des élections municipales de 2001, il est tête de liste RPR à Gif-sur-Yvette mais arrive en troisième position au premier tour avec 32,60 % des voix et fait le choix de se retirer au profit du divers droite Michel Bournat qui emporte la mairie avec 57,65 % des voix. Il sort vainqueur des élections législatives de 2002 avec 53,76 % des voix face à son opposant Verts Stéphane Pocrain. Lors des élections régionales de 2004, il se positionne sur la liste UMP menée par Jean-François Copé qui ne remporte que 37,78 % en Essonne, lui permettant néanmoins de conserver son siège de conseiller régional. Les élections législatives de 2007 lui permettent de remporter une nouvelle fois la circonscription avec une courte avance à 50,25 % des suffrages devant la maire socialiste des Ulis Maud Olivier. 
Un moment saugrenu mais comique passe aux annales diplomatiques franco-québécoises en 2009 lorsque Lasbordes rencontre à Paris le Premier Ministre du Québec Jean Charest et lui déclare « j'espère que vous "n'avez pas trop la plotte à terre" », croyant qu'il s'agissait là d'une expression québécoise existante. Or, ce n'était pas le cas et le terme « plotte » est une vulgarité en argot québécois. Pensant bien faire, c'est un employé du député qui aurait déniché l'expression sur un site internet, où « avoir la plotte à terre » était erronément traduit par « être très fatigué ».
Pour les élections régionales de 2010, il fait le choix de ne pas se représenter, tout comme lors des élections législatives de 2012.
Le 9 juin 2009 il est chargé d’une mission temporaire auprès de la ministre de la Santé et des Sports Roselyne Bachelot conduisant à la remise d’un rapport le 10 novembre 2009 sur le développement de la télémédecine.

## Pour approfondir